# Карпиловка (Валевачский сельсовет)
Карпиловка (бел. Карпiлаўка), также Щурка (бел. Шчурка) — деревня в Червенском районе Минской области. Входит в состав Валевачского сельсовета.

## Географическое положение
Находится примерно в 19 км к северо-западу от райцентра и в 43 км от Минска, в 32 километрах от железнодорожной станции Смолевичи, к северу от автодороги М4 Минск—Могилёв.

## История
Населённый пункт известен с XVIII века. На 1795 год село в составе Игуменского уезда Минской губернии. В 1858 году оно входило в состав принадлежавшего Ратынским имения Новосёлки. Согласно переписи населения Российской империи 1897 года входила в состав Гребёнской волости, здесь было 46 дворов, проживали 223 человека, функционировала школа церковной грамоты. На 1908 год в Карпиловке насчитывалось 35 дворов и 253 жителя. На 1917 год 34 двора, где жили 249 человек. С февраля по декабрь 1918 года оккупирована немцами, с августа 1919 по июль 1920 — поляками. 20 августа 1924 года деревня вошла в состав вновь образованного Валевачёвского сельсовета Смиловичского района (с 20 февраля 1938 — Минской области. С установлением советской власти здесь была открыта рабочая школа 1-й ступени. На 1926 год она насчитывала 45 учеников, при ней была небольшая библиотека, а также пункт по ликвидации безграмотности среди взрослых. Согласно Переписи населения СССР 1926 года в деревне было 54 двора, проживали 277 человек. В 1930-е годы здесь организован колхоз «Мир», на 1932 год в его состав входили 62 крестьянских хозяйства. В период Великой Отечественной войны деревня была оккупирована немцами в начале июля 1941 года. В 1944 году во время боя с фашистами погиб советский солдат В. Д. Солдатов, который был похоронен в деревне, здесь же расположена и братская могила других красноармейцев. 29 жителей деревни погибли на фронтах. Освобождена в начале июля 1944 года. На 1960 год в деревне 336 жителей. В 1966 году на братской могиле установлен памятник-стела и мемориальная стена, в 1976 году — памятник-обелиск на могиле В. Солдатова. В 1980-е деревня относилась к совхозу «Искра». По итогам переписи населения Белоруссии 1997 года в деревне насчитывалось 82 дома и 212 жителей, в этот период здесь работали животноводческая ферма и магазин. На 2013 год 62 круглогодично жилых дома, 152 постоянных жителя.

## Население
- 1800 — 8 дворов, 51 житель
- 1897 — 46 дворов, 223 жителя
- 1908 — 35 дворов, 253 жителя
- 1917 — 34 двора, 249 жителей
- 1926 — 54 двора, 277 жителей
- 1960 — 336 жителей
- 1997 — 82 двора, 212 жителей
- 2013 — 62 двора, 152 жителя